# 奈良師範学校
奈良師範学校 （ならしはんがっこう） は第二次世界大戦中の1943年 （昭和18年） に、奈良県に設置された師範学校である。
本項は、奈良県師範学校・奈良県女子師範学校などの前身諸校を含めて記述する。

## 概要
- 奈良県師範学校・奈良県女子師範学校の統合・官立移管により設置され、男子部・女子部を置いた。
- 1874年 （明治7年） 創立の寧楽書院 （ならしょいん） を淵源とする。
- 第二次世界大戦後の学制改革で新制奈良学芸大学 （現・奈良教育大学） の母体の一つとなった。
- 同窓会は 「奈良教育大学同窓会」 と称し、旧制 （奈良師範・奈良青師）・新制合同の会である。

## 沿革

### 旧・奈良県立期（1874年-1876年）

#### 旧・奈良師範学校、師範予備校
旧・奈良師範学校
- 1874年（明治7年）6月4日 - 旧・奈良県、「寧楽書院」 （「寧楽学校」・「小学教員伝習所」とも） を開設。
  - 第十三中学区添上郡 （現・奈良市） の元興福寺東室を仮校舎とする。
  - 入学資格を17歳から30歳の小学校助教、修学期間を1・2ヶ月程度 （教則上は1年半 ［6ヶ月×3等］）とする。

- 1875年（明治8年）3月 - 「奈良 （小学） 師範学校」と改称。

師範予備校
- 1875年（明治8年）
  - 2月 - 奈良県、第十五中学区五条街 （現・五條市） に「五条書院」を設立。
  - 5月 - 「五条師範学校」と改称

- 1876年（明治9年）- 各大区ごとに「師範予備校」が設置され、修学期間を下等8ヶ月・上等12ヶ月とする。
  - 3月 - 芝村師範予備学校を設置。
  - 4月 - 川津師範予備校・平谷師範予備校を設置。
  - 8月 - 郡山師範予備校を設置し、五条師範学校を統合。
  - 9月 - 川津師範予備校を平谷師範予備校に併合。

### 堺県立（1876年-1881年）

#### 堺県師範学校分局学校
- 1876年（明治9年）
  - 4月18日 - 旧・奈良県が廃止され、堺県に併合される。
  - 10月 - 奈良師範学校が「堺県師範学校分局奈良学校」と改称。
    - 師範予備校も「堺県師範学校分局芝村学校」、「堺県師範学校分局郡山学校」、「堺県師範学校分局平谷学校」に改称。
- 1878年（明治11年）
  - 1月 - 堺県小学師範学校教則が制定され、入学資格を17歳以上、修業年限を2年 （6ヶ月×4級） に統一。
  - 10月 - 奈良学校に中学科を併設。
- 1880年（明治13年）11月 - 登大路町公園地内第23番地の千字観禅院堂旧趾 （現・奈良県庁東側駐車場付近）に奈良学校の新校舎が完成し、移転を完了。

### 大阪府立期（1881年-1888年）

#### 奈良師範学校・平谷師範学校・吉野師範学校
- 1881年（明治14年）
  - 2月7日 - 堺県が大阪府に併合される。
  - 3月1日 - 堺県師範学校分局奈良学校が「大阪府立堺師範学校分校奈良学校」に改称。
    - 他の学校も「大阪府立堺師範学校分校芝村学校」、「大阪府立堺師範学校分校郡山学校」、「大阪府立堺師範学校分校平谷学校」に改称。

  - 7月 - 芝村学校と郡山学校[3]の2校が廃止される。
  - 8月 - 奈良学校が「大阪府立奈良師範学校」、平谷学校が「大阪府立平谷師範学校」に改称。
  - 10月 - 師範学校教則大綱に準拠し、初等科 （1年）・中等科 （2年半）・高等科 （4年） を設置。
- 1882年（明治15年）6月 - 平谷師範学校が廃止され、「大阪府立吉野師範学校」 （中学科・師範学科） が設置される。
- 1883年（明治16年）11月 - 奈良師範学校が旧校地 （寧楽学校跡） に戻る。

#### 大阪師範学校
- 1886年（明治19年）
  - 1月9日 - 奈良師範学校が廃止され、「府立大阪師範学校」 （大阪・中之島常安町） に統合される。
    - 奈良師範の旧校舎は人民共有物とされ、後の奈良県再興時に初代県庁舎となった[4]。

  - 5月24日 - 吉野師範学校が廃止され、同月末に府立大阪師範学校に統合される。
  - 9月 - 府立大阪師範学校が師範学校令に準拠し、「大阪府尋常師範学校」と改称 （本科4年制）。

### 奈良県立期（1888年-1943年）

#### 奈良県尋常師範学校
- 1887年（明治20年）11月4日 - 奈良県が大阪府から分離独立。
- 1888年（明治21年）
  - 5月29日 - 奈良県、尋常師範学校開設伺書を提出。
  - 7月31日 - 大阪府尋常師範学校から「奈良県尋常師範学校」が分離独立。登大路町公園地内第23番地 （駆黴院跡、現・奈良県庁東側駐車場）に校舎を設置。
  - 8月6日 - 文部大臣により設置認可 （乾学第6号）。
  - 9月25日 - 大阪府尋常師範学校に委託していた奈良県出身者43名を入学させ、授業を開始。
  - 11月18日 - 開校式を挙行。
- 1889年（明治22年）1月24日 - 附属小学校を併置。同年11月に開校。
- 1890年（明治23年）11月 - 同窓会発足 （1898年（明治31年）8月に「興東会」 と命名）。
- 1895年（明治28年）8月30日[5] - 暴風雨で校舎が破損。
- 1896年（明治29年）10月6日[6] - 校舎改築落成式を挙行。
- 1897年（明治30年）- 学校紛争が発生。澤校長の昇格に伴う教員間の対立が生徒に波及したとされる。住田校長来任で決着[7]。

#### 奈良県師範学校
- 1898年（明治31年）4月 - 師範教育令に準拠し「奈良県師範学校」（本科4年制）と改称（「尋常」が除かれる）。
- 1902年（明治35年）4月 - 女子部を開設し、修業年限を3年、入学資格を15歳-18歳とする。同年、女子部附属小学校を設置。師範校女生徒の制服は「学校の諸儀式には木綿黒紋付，海老茶袴，平常は縞木綿筒袖衣に海老茶袴，下駄履ぎの外出姿」と決められた[8]。
- 1903年（明治36年）5月 - 女子部、市内半田横町北魚屋東町の新校舎 （現・奈良女子大学学生寮付近）に移転。
- 1905年（明治38年）4月 - 女子部が奈良県女子師範学校として独立。これにより、奈良県師範学校は男子校となる。
- 1908年（明治41年）3月 - 学則を改正。
  - 本科第一部 （修業年限:4年／入学資格:3年制高小卒対象）と本科第二部 （修業年限:1年／入学資格:中学卒対象） を設置。
  - 簡易科を廃止。
- 1914年（大正3年）- 校訓「大正 強健 有為 忠孝」を制定。
- 1922年（大正11年）4月 - 予備科 （修業年限:1年／入学資格:2年制高小卒対象）を設置。
- 1925年（大正14年）4月 - 予備科を廃止し、本科第一部の修業年限を5年に変更。また本科修了者を対象に修業年限1年の専攻科を設置（開設は翌1926年（大正15年））。
- 1931年（昭和6年）4月 - 本科第二部の修業年限を2年に延長。
- 1941年（昭和16年）4月 - 国民学校令の施行により、附属小学校を附属国民学校に改称。

#### 奈良県女子師範学校
- 1902年（明治35年）4月 - 奈良県師範学校に女子部が開設される。修業年限を3年、入学資格を15歳-18歳とする。
- 1903年（明治36年）5月 - 市内半田横町北魚屋東町の新校舎（現・奈良女子大学学生寮付近）に移転。
- 1905年（明治38年）
  - 4月1日 - 奈良県師範学校から分離独立し、「奈良県女子師範学校」が開校。
  - 5月28日 - 開校式を挙行。
- 1910年（明治43年）3月 - 学則を改定し、本科を本科第一部 （4年制） に改める。
- 1913年（大正2年）11月 - 校歌『佐保の川原の春の朝』（作詞:本居豊穎）を制定。
- 1920年（大正9年）- 本科第二部（修業年限:1年／入学資格:高等女学校卒対象）[9]を設置。
- 1925年（大正14年）4月 - 本科第一部を5年制に変更。
- 1926年（大正15年）4月 - 本科修了者を対象に、修業年限1年の専攻科を設置。
- 1927年（昭和2年）
  - 1月 - 本科第二部の修業年限を2年に延長。
  - 4月 - 附属昭徳幼稚園が開園。
- 1941年（昭和16年）4月 - 国民学校令の施行により、附属小学校を附属国民学校に改称。

### 官立（国立）期（1943年-1951年）

#### 奈良師範学校
- 1943年（昭和18年）4月1日 - 師範教育令の改正により、奈良県師範学校と奈良県女子師範学校が統合の上、官立（国立）移管され、「奈良師範学校」となる。
  - 旧・奈良県師範学校校舎に男子部、旧・奈良県女子師範学校校舎に女子部を設置。
  - 本科（修業年限:3年／入学資格:中等学校卒）と予科 （入学資格:高等小学校卒） を設置。
- 1945年（昭和20年）
  - 4月 - 男子部の校舎・運動場が軍需工場に転用される。
  - 5月 - 女子部校内に大阪造兵廠分工場が設置される。
    - 男子部・女子部とも、空襲による校舎焼失は辛うじて免れた。
- 1947年（昭和22年）4月 - 学制改革が行われる。
  - 附属国民学校の初等科が改組され、附属小学校となる。（男子部附属小学校・女子部附属小学校）
  - 附属国民学校の高等科が改組され、附属中学校（新制中学校）となる。
- 1948年（昭和23年）3月 - 附属中学校が旧・女子部校舎に移転。
- 1949年（昭和24年）5月31日 - 新制奈良学芸大学の発足により、奈良青年師範学校とともにその母体として包括され、「奈良学芸大学奈良師範学校」となる。
  - 旧・男子部校地に学芸学部 （本校）、青年師範校地に八木分教場を設置。
  - 奈良女子高等師範学校単独での大学昇格が実現して奈良女子大学が発足したため、奈良県に男女共学の国立総合大学は設置されず、大都市圏・北海道以外では異例の学芸大学設置となった。
  - 初代学長は奈良女子大学学長 落合太郎が兼任。
  - 師範学校としての生徒募集は停止され、在校生が卒業するまで師範学校は存続されることとなる。
- 1950年（昭和25年）4月 - 男子部附属小学校に女子部附属小学校を統合し、奈良学芸大学奈良師範学校附属小学校とする。
- 1951年（昭和26年）3月 - 最後の卒業生を送り出し、奈良師範学校が廃止される。

## 歴代校長
奈良県尋常師範学校・奈良県師範学校
- 土屋弘：1888年8月10日[10] - 1893年8月28日
- 友高善嗣：1893年11月29日 - 1895年9月20日
- （事務取扱）正木直彦：1895年9月 - 1896年1月
- 川島純幹：1896年1月29日 - 1897年5月13日
- 澤幸次郎：1897年5月31日 - 1898年1月26日
- 住田昇：1898年1月26日 - 1899年6月28日
- 田口虎之助：1899年6月30日 - 1900年4月26日
- 猪狩勝直：1900年4月26日 - 1905年4月7日
- 亀井義六：1905年4月7日 - 1909年3月31日
- 中村五六：1909年4月2日 - 1912年10月2日
- 川島庄一郎：1912年10月2日 - 1920年4月
- 古川正澄：1920年4月 - 1923年3月
- 三国谷三四郎：1923年3月 - 1928年3月
- 渡邊周太郎：1928年3月 - 1931年3月
- 伊東武：1931年4月 - 1937年3月
- 礒野清：1937年3月 - 1943年3月

奈良県女子師範学校
- 田名部彦一：1906年4月11日 - 1909年9月7日
- 川面松衛：1909年9月7日 - 1913年5月31日
- 龍山義亮：1913年5月31日 - 1916年9月20日
- 山岡光太郎：1916年9月20日 - 1919年6月
- 稲垣茂一：1919年6月 - 1921年9月
- 安達常正：1921年9月 - 1923年3月
- 守内喜一郎：1923年3月31日[11] - 1927年5月
- 立川伊三郎：1927年5月 - 1931年4月
- 北村重敬：1931年4月 - 1933年3月
- 三浦喜雄：1933年3月 - 1934年3月
- 澄田福松：1934年3月 - 1939年8月
- 石野悌：1939年8月 - 1943年3月

官立奈良師範学校
- 林鎌次郎：1943年4月1日[12] - 1945年11月24日[13]
- 山岸五平：1945年11月24日[13] - 1951年3月

## 校地の変遷と継承
奈良師範学校男子部
前身の奈良県師範学校から引き継いだ奈良市登大路町 （現・奈良県庁東側駐車場一帯） の校地を使用した。同校地は後身の新制奈良学芸大学に引き継がれ、1958年10月に現在の高畑キャンパス （旧陸軍奈良連隊跡 → 奈良進駐軍第25師団キャンプC地区跡） に移転するまで使用された。
奈良師範学校女子部
前身の奈良県女子師範学校から引き継いだ奈良市半田横町の校地を使用した。1948年3月から校舎は附属中学校 （新制） に使用された。1960年2月、後身の奈良学芸大学附属中学校は法蓮佐保町 （現・法蓮町） に移転し、跡地には奈良女子大学の学生寮が建設され、現在に至っている。

## 関連書籍
- 奈良教育大学創立百周年記念会百年史部（編）　『奈良教育大学史』　奈良教育大学創立百周年記念会、1990年3月。
- 山本隆萬 (編)『寧樂書院150年のあゆみ 〜奈良教育大学の歴史を旅して〜』寧樂書院愛友会、2024年12月。[1]